# Плясецький Іван
Іван Плясецький (нар. 21 травня 1997, Жмеринка) — український волейболіст, зв'язуючий, гравець чеського ВК «Леви» (Прага).

## Життєпис
Народився 21 травня 1997 року в м. Жмеринці (Україна).
Вихованець Жмеринської ДЮСШ.
У 2015—2018 роках захищав барви львівського ВК «Барком-Кажани». У 2018 році перейшов до складу ВК «Превідза» (Словаччина), де провів один сезон. Від 2019 року
є гравцем чеського ВК «Леви» (Прага), контракт з яким продовжив у травні 2021 року.
Був серед кандидатів до заявкового складу збірної України (U-20) на фінальну частину Євро-2016, який розпочинався 2 вересня в Болгарії, однак, на думку тренерів, поступився в суперництві з Михайлом Столбуновим.
У чвертьфіналі Кубка Виклику ЄКВ 2020—2021 його клуб грав із СК «Епіцентр-Подоляни», перемігши українців на їхньому майданчику 3—0.

### Досягнення
- чемпіон України (2018),
- переможець Кубка України (2017 і 2018),
- переможець Суперкубка України (2018),
- срібний призер Кубка України (2016)?
- чемпіон Словаччини (2019).